# 伊格纳茨·普莱耶尔
伊格纳茨·约瑟夫·普莱耶尔（德語：Ignaz Josef Pleyel，德語發音：[ˈplaɪl̩]，法語發音：[plɛjɛl]；1757年6月18日—1831年11月14日），法籍奥地利作曲家，商人。

## 生平
普莱耶尔在38个兄弟姐妹中排行第24。1772年，他成为海顿的学生，海顿对他喜爱有加。1780年代，他访问了意大利，不久移居斯特拉斯堡。法国大革命爆发后，他到伦敦暂住并从事指挥，1795年又回到巴黎。他开始经营音乐出版事业，取得了巨大成功，1807年又投身于钢琴制造业。1824年他退休，居住在巴黎郊区直到去世。

## 成就
普莱耶尔的作品很多，品質也较高。他在世时曾经是欧洲最有名的作曲家之一，但现在却遭到因主流媒體主導了大眾品味而造成了不公正的埋没。实际上他的优秀作品风格高雅精致，旋律优美，不在同时代的海顿和莫扎特之下。当然他更大的成就在于商业方面，他出版了贝多芬等作曲家的大量音乐作品，同时肖邦和李斯特也是他制造的钢琴的主顾。依靠如此多方面的成就，他理应在音乐史上占有一席之地。

## 普莱耶尔钢琴
普莱耶尔公司由伊格纳茨·普莱耶尔创立，并由普莱耶尔的儿子卡米尔（Camille，1788-1855）继续经营。弗雷德里克·肖邦（Frédéric Chopin）曾使用该公司提供的钢琴，肖邦认为普莱耶尔的钢琴是“完美极致”（«non plus ultra»）的。
2009年9月，钢琴制造家保罗·麦克诺提（Paul McNulty）对1830年款普莱耶尔钢琴进行了重建，现收藏于华沙（Warsaw）的弗雷德里克·肖邦学会中，并在第一届国际时期乐器钢琴大赛中使用。